# Coelorachis impressa
Coelorachis impressa är en gräsart som först beskrevs av August Heinrich Rudolf Grisebach, och fick sitt nu gällande namn av George Valentine Nash. Coelorachis impressa ingår i släktet Coelorachis, och familjen gräs. Inga underarter finns listade i Catalogue of Life.